# Aïn Kercha
Ain El Kercha là một đô thị thuộc tỉnh Oum el Bouaghi, Algérie. Dân số thời điểm năm 2002 là 27.255 người.